# Olga Fernández
Olga Fernández Pérez (...) è una modella spagnola, eletta Miss Spagna nel 1975.

## Biografia
All'età di 18 anni è stata incoronata  Miss Spagna 1975, in una serata organizzata a Tenerife. Partecipò agli altri eventi quali Miss Europa 1976 e Miss Universo 1976, ma al momento in cui stava per partecipare a Miss Mondo 1975 si ritirò per un lutto improvviso.